# 台中市役所
台中市役所（たいちゅうしやくしょ）は台湾台中市西区にある辰野式のバロック建築様式による建築物。1911年に台中地区で最初の鉄筋コンクリート建築として落成、「台中庁公共埤圳聯合会事務所」として使われ、1920年9月1日の廃庁置州に伴い台中州台中市 (州轄市)となってからは市役所となり、翌年に増築工事も竣工した。現存している建物はこのときのものを引き継いでいる。以降は初代台中市尹（現在の台中市長に相当）の金子恵教の弁公室（執務室）として使われた。
1945年の台湾光復後、市政府は元台中州庁庁舎に移ったために、旧台中市役所は様々な用途で使われ、文化財として登録後に修復作業が進められた。日本統治時代に由来するため文化資産上の名義も「市役所」のままである。（中国語では「市政府」）
市役所裏には公設質舖倉庫（公益質屋）として建造された、同じく辰野式の2階建ての建物3棟があり、総督府鉄道部台北鉄道工務課の技師だった中村與松がデザインした当時の台中市章があしらわれている。戦後は台中市選挙委員会、市政府主計処、市政府環境保護局環境検査大隊（繁体字中国語: 環境稽查大隊）などが使用していた。
現在は修復が完了し、2016年からは両方の建物の間にガラス張りのエントランスが設けられ、古典玫瑰園（ローズハウス）が運営するカフェ（CAFE1911）とアートスペースに、公設質舗も「昭和沙龍（昭和サロン）」という飲食店として再利用されている。

## 沿革
- 1910年（明治43年）：起工
- 1911年（明治44年）：現在地に完工。市役所前身の組織で1908年設立の「台中庁公共埤圳聯合会事務所」として使用された。周辺は台中州庁、台中女中（中国語版）、郡役所など公共施設が多く、台中駅からもさほど離れていなかった。
- 1920年（昭和20年）：台中州台中市の市庁舎（「台中市役所」）として使われることになり、翌年まで増築工事がなされる。
- 1945年：日本の敗戦により中華民国政府が接収。市役所組織を受け継いだ「台中市政府」は台中州庁に移転。その後「台湾省政府日産処理委員会台中弁事処」、「陸軍第54軍司令部」「台中市二二八事件処理委員会」などが使用する。
- 1972年：「中国国民党台中市党支部」となる。
- 1986年：党支部が移転し、台中市政府に権利が戻る。「台中市政資料館」「計画室延展股」、「台中市政府新聞室」、「台中市政府社会局」と用途が変遷していく。
- 1999年9月21日：921地震により建物が損壊
- 2000年：「台中市政府交通旅遊局」が入居。
- 2002年7月1日 - 台中市政府文化局が市定歴史建築登録を公告。
- 2003年11月20日：第1期修復事業着手[1]
- 2004年11月：修復事業竣工。
- 2005年：「台中故事館」として市民の文物故事をテーマにした展示スペースとなる。
- 2012年1月：台中市政府文化局が第2期修復事業着手。
- 2013年7月：第2期修復事業起工。
- 2014年
  - 5月：民間運営者を公募[2]
  - 9月：第2期修復事業竣工。
- 2016年2月27日：公設質舖倉庫とともにリノベーションされて「台中市役所文創園区」として再オープン。1階がカフェと飲食店、2階より上はアートスペース、後方の倉庫はレストランと売店となっている[3][4][5][6]。
- 2017年2月23日：公設質舗倉庫も市定歴史建築登録の公告がなされる[7]。

## 建築特色
日本統治時代の大型官公署建築。完工時は「回」の字型の地上2階建だった。レンガ塀と木造、鋼材、鉄筋コンクリートを組み合わせている。その後増築により「L」字型となる。角にあたる部分は2層吹き抜けのプロスタイル形式で2本の柱が支えるギリシャ建築のプロナオス(pronaos、前室)様式となっている。
妻屋根部分にはカルトューシュ（紋章などを記す装飾額用のデザイン）が施されている。
屋根は窓つきの小部屋がある古典式のドームになっている。ファサード外観は石膏に赤レンガを積み重ねたイオニア式が採用されている。

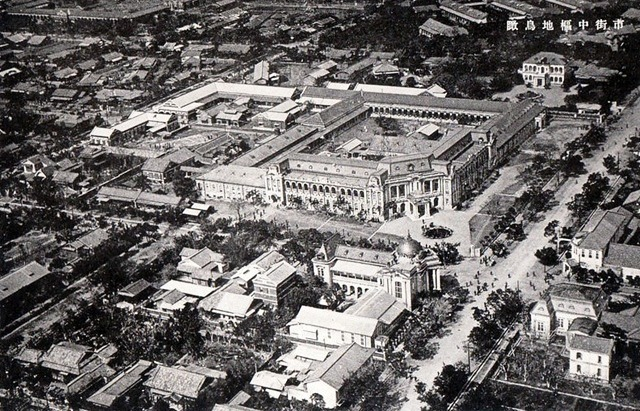
台中州庁と台中市役所
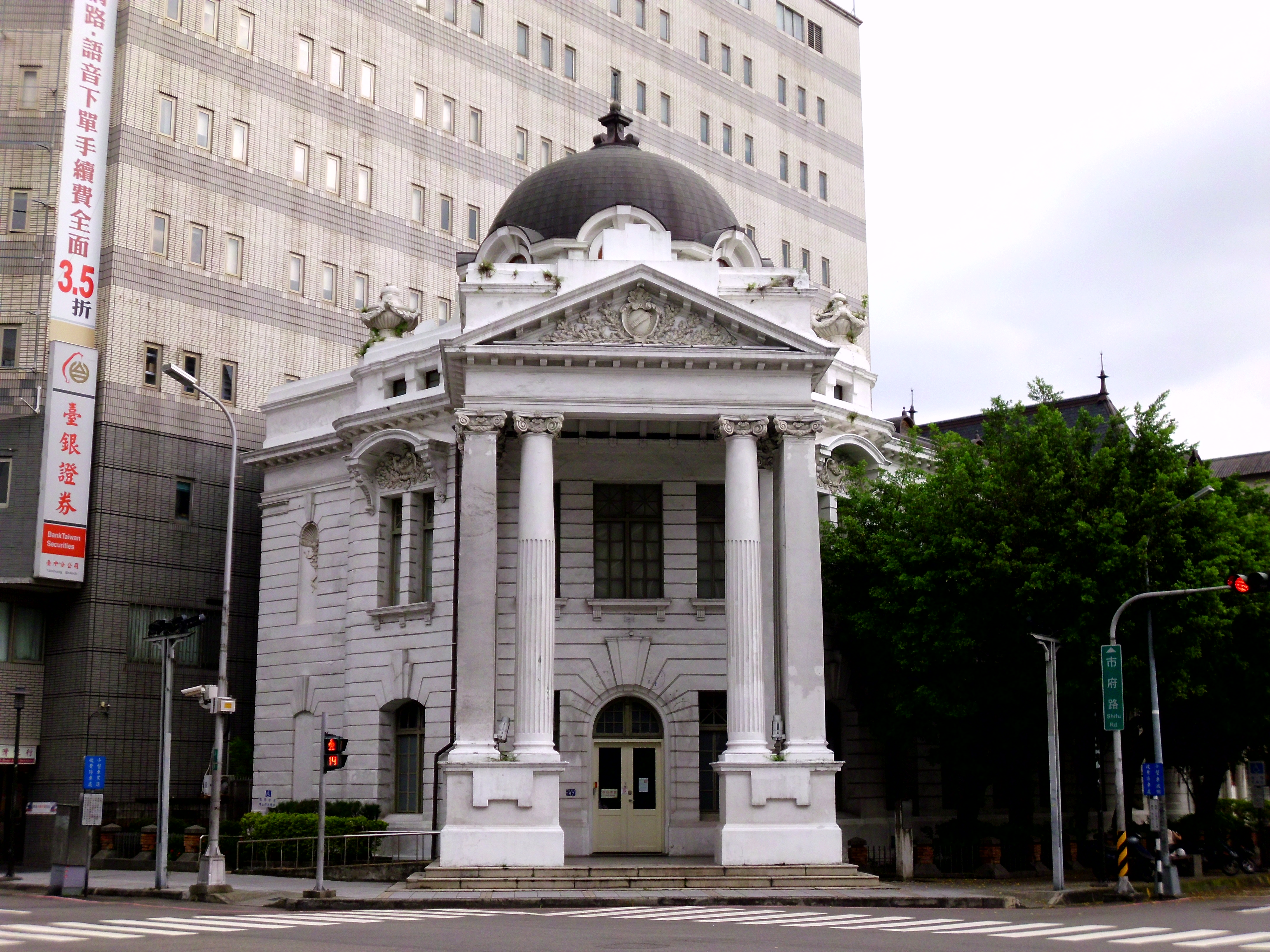
2014年修復前の台中市役所外観
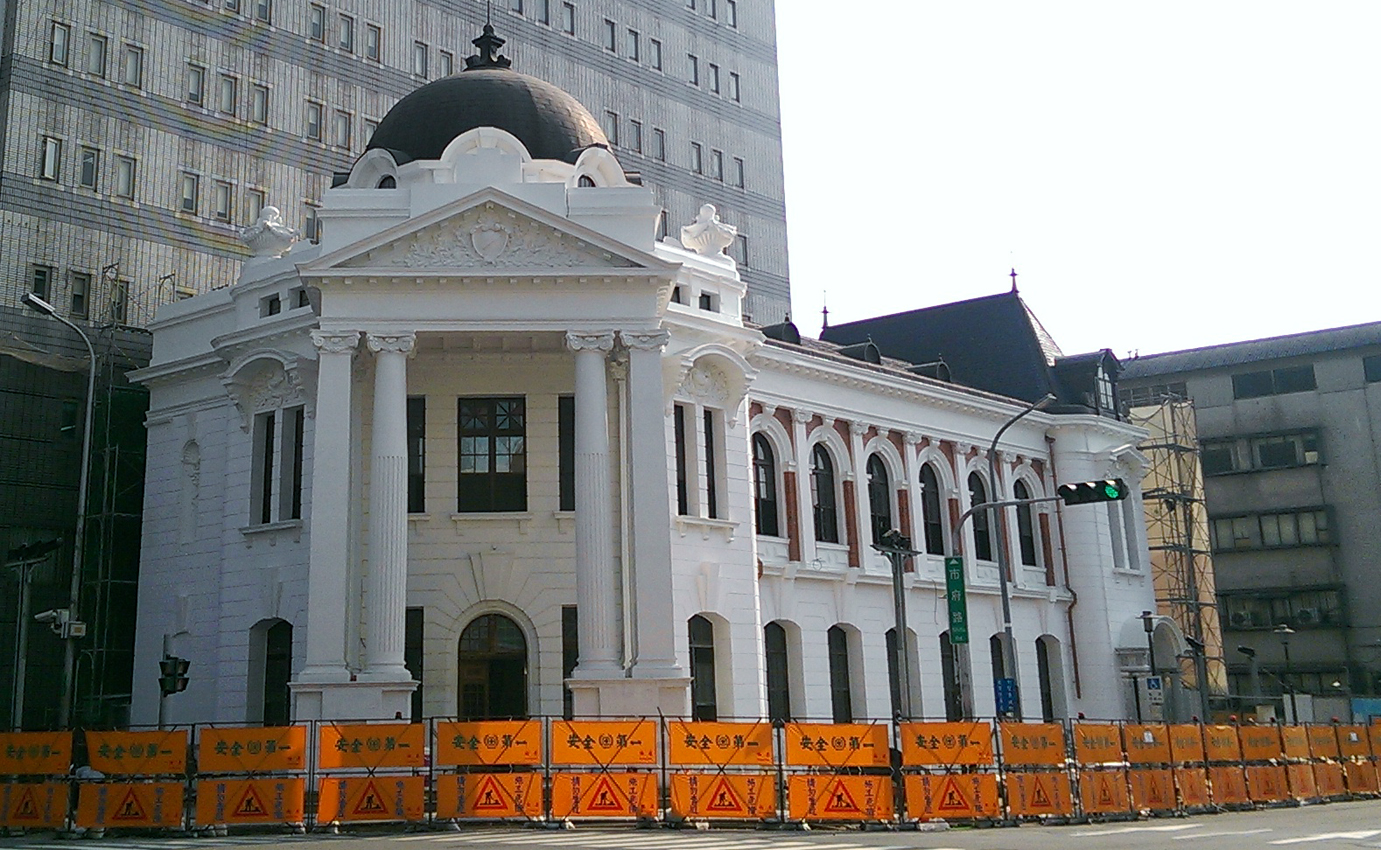
2014年修復中の台中市役所
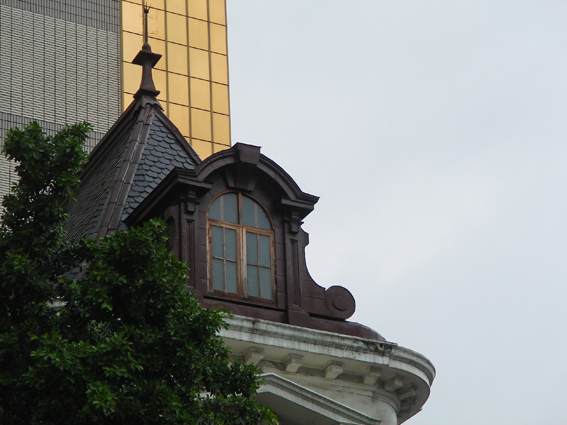
台中市役所の「oeil de boeuf（牛の目を意味する円形の小窓）」
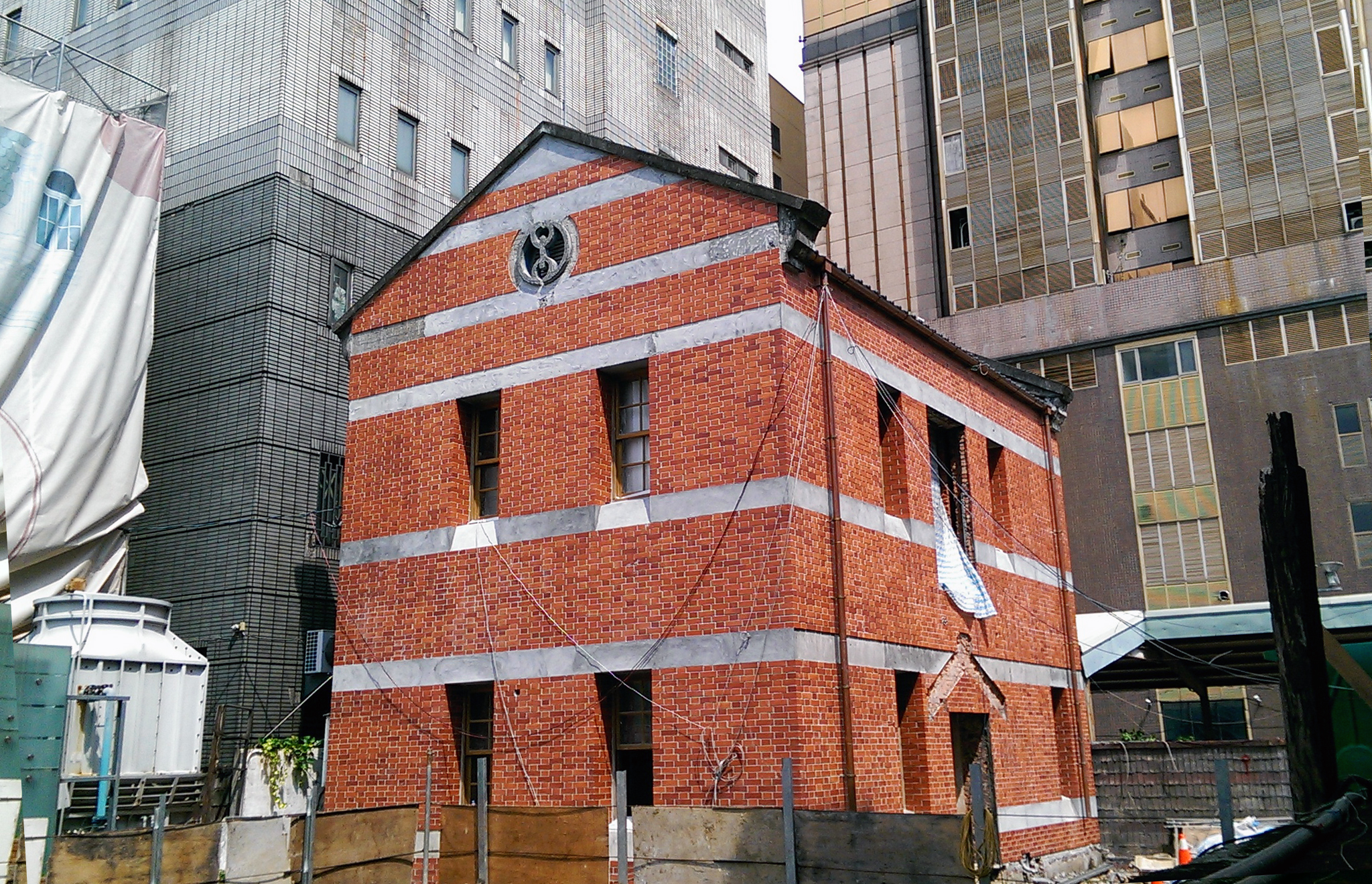
元公設質舖、前台中市環保局環境検査大隊庁舎（2014年8月）

## 交通
台中州庁#交通を参照